# Жизненный цикл системы
Жизненный цикл системы — это стадии процесса, охватывающие различные состояния системы, начиная с момента возникновения необходимости в такой системе и заканчивая её полным исчезновением или выводом из эксплуатации:19; конечное множество типовых фаз и этапов, через которые система может проходить за всю историю своей жизни.
Жизненный цикл — это не временной период существования, а процесс последовательного изменения состояния, обусловленный видом производимых воздействий (Р 50-605-80-93).
Под жизненным циклом технической (инженерной) системы обычно понимают её эволюцию в виде нескольких «ступеней», включающих такие важные стадии, как концепция, разработка, производство, эксплуатация и окончательное выведение из эксплуатации:70.
В стандартах системной инженерии описаны четыре основных принципа моделирования жизненного цикла, а именно:
- В течение своей жизни система развивается, проходя через определенные стадии.
- На каждой стадии жизненного цикла должны быть доступны подходящие обеспечивающие системы (англ. enabling systems), только в этом случае могут быть достигнуты результаты, запланированные для этой стадии.
- На определенных стадиях жизненного цикла такие атрибуты, как технологичность, удобство использования, пригодность к обслуживанию и возможность удаления отходов, должны быть специфицированы и практически реализованы.
- Переход к следующей стадии возможен только при условии полного достижения результатов, запланированных для текущей стадии.

В полном жизненном цикле любой системы всегда присутствуют типовые стадии, каждая из которых имеет характерные только для неё цели и вносит свой вклад в полный жизненный цикл:10.

## История концепции жизненного цикла
Концепция жизненного цикла возникла в конце XIX в. как комплекс идей, включающих в себя идеи наследственности и развития на уровне индивидуумов и организмов, а также адаптации, выживания и вымирания на уровне отдельных видов и целых популяций живых организмов.

## Типовые модели жизненного цикла системы
Модели жизненного цикла системы получили значительное распространение в последние два десятилетия. Некоторые модели развивались как дополнительные уникальные и пользовательские приложения в исследованиях. Кроме того, разработка программного обеспечения повлекла за собой формирование новых моделей разработки, которые впоследствии были приняты системным сообществом:71.
Не существует единой модели жизненного цикла, удовлетворяющей требованиям любой возможной задачи. Различные организации по стандартизации, правительственные учреждения и инженерные сообщества публикуют свои собственные модели и технологии, которые могут быть использованы для конструирования модели. Таким образом нецелесообразно утверждать о существовании единственно возможного алгоритма построение модели жизненного цикла.
Некоторые специалисты по системной инженерии предлагают рассматривать модель жизненного цикла системы, на основе следующих трех источников: модель управления материально-техническим обеспечением Министерства Обороны США (МО США) (DoD 5000.2), модель стандарта ISO/IEC 15288 и модель Национального общества профессиональных инженеров (NSPE):71.

### Типовая модель жизненного цикла по стандарту ISO/IEC 15288
В 2002 году Международная организация по стандартизации и Международная электротехническая комиссия выпустили результат многолетней работы — стандарт ISO/IEC 15288:2002 (см. русскоязычный аналог ГОСТ Р ИСО МЭК 15288-2005).
Согласно стандарту, процессы и действия жизненного цикла определяются, соответствующим образом настраиваются и используются в течение стадии жизненного цикла, для полного удовлетворения целей и результатов на этой стадии. В различных стадиях жизненного цикла могут принимать участие разные организации. Не существует единой универсальной модели жизненных циклов систем. Те или иные стадии жизненного цикла могут отсутствовать или присутствовать в зависимости от каждого конкретного случая разработки системы:34.
В стандарте в качестве примера были приведены следующие стадии жизненного цикла:
1. Замысел.
2. Разработка.
3. Производство.
4. Применение.
5. Поддержка применения.
6. Прекращение применения и списание.

В версии стандарта от 2008 года (ISO/IEC 15288:2008) и в последующих версиях примеры стадий жизненного цикла отсутствуют.

### Типовая модель жизненного цикла по версии Министерства обороны США
Для управления рисками в области применения передовых технологий, и сведения к минимуму дорогостоящих технических или управленческих ошибок, МО США разработало руководство, содержащее все необходимые принципы разработки систем. Эти принципы вошли в специальный перечень директив — DoD 5000.
Модель жизненного цикла системы управления материально-техническим обеспечением по версии МО США состоит из пяти стадий:71:
1. Анализ.
2. Разработка технологии.
3. Инженерная и производственная разработка.
4. Производство и развертывание.
5. Функционирование и поддержка.

### Типовая модель жизненного цикла системы Национального общества профессиональных инженеров (NSPE)
Этот вариант модели жизненного цикла NSPE адаптирован для коммерческих систем и направлен на развитие новых продуктов, обычно являющихся результатом технического прогресса. Жизненный цикл по модели NSPE разбивается на шесть стадий:72:
1. Концепция.
2. Техническая реализация.
3. Разработка.
4. Коммерческая валидация и подготовка производства.
5. Полномасштабное производство.
6. Поддержка конечного продукта.

### Типовая модель жизненного цикла продукции по Р 50-605-80-93
В руководящем документе Р 50-605-80-93 рассматривается жизненный цикл промышленного изделия, в том числе — военной техники.
Для промышленной продукции гражданского назначения предложены следующие стадии:
1. Исследование и проектирование.
2. Изготовление.
3. Обращение и реализация.
4. Эксплуатация или потребление.

В рамках жизненного цикла промышленной продукции гражданского назначения предложено рассматривать 73 вида работ и 23 типа стейкхолдеров («участников работ» по терминологии документа).
Для промышленной продукции военного назначения предложены следующие стадии:
1. Исследование и обоснование разработки.
2. Разработка.
3. Производство.
4. Эксплуатация.
5. Капитальный ремонт.

В рамках жизненного цикла промышленной продукции военного назначения предложено рассматривать 25 видов работ и 7 типов стейкхолдеров (участников работ).

### Типовая модель жизненного цикла программного обеспечения
Стадии жизненного цикла системы и их составные фазы, представленные на рисунке «Модель жизненного цикла системы», относятся к большинству сложных систем, в том числе к тем, которые содержат программное обеспечение со значительным объемом функциональных возможностей на уровне компонентов. В программно-интенсивных системах, в которых программное обеспечение выполняет практически все функции (как, например, в современных финансовых системах, в системах бронирования авиабилетов, в глобальной сети интернет и в др.), как правило жизненные циклы схожи по содержанию, но часто усложняются итерационными процессами и прототипированием:72-73.

## Основные стадии жизненного цикла системы (Kossiakoff, Sweet, Seymour, Biemer)
Как показано на рисунке «Модель жизненного цикла системы», модель жизненного цикла системы содержит 3 стадии. Первые 2 стадии приходятся на разработку, а третья стадия охватывает пост-разработку. Эти стадии показывают более общие переходы из состояния в состояние в жизненном цикле системы, а также показывают изменения в типе и объеме действий, вовлеченных в системную инженерию. Стадии представляют собой:73:
- стадию разработки концепции;
- стадию технической разработки;
- стадию пост-разработки.

#### Стадия разработки концепции
Целями стадии разработки концепции являются оценки новых возможностей в сфере применения системы, разработка предварительных системных требований и возможных проектных решений. Стадия разработки концептуального проекта начинается с момента осознания необходимости создания новой системы или модификации уже имеющейся.
Стадия включает в себя начало исследований фактов, периода планирования, оцениваются экономические, технические, стратегические и рыночные основы будущих действий. Осуществляется диалог между стейкхолдерами и разработчиками.

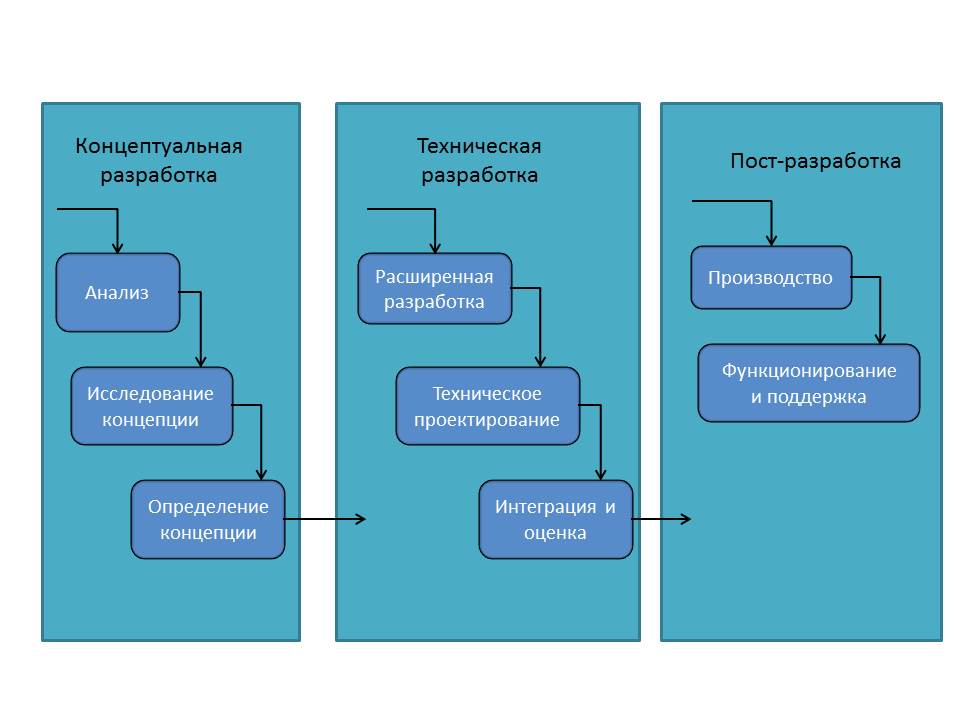
Модель жизненного цикла системы

Основные цели стадии разработки концепции:74:
1. Провести исследования, установив, что является необходимым для новой системы, а также установив техническую и экономическую целесообразность данной системы.
2. Изучить потенциально возможные концепции системы, а также сформулировать и подвергнуть валидации набор требований к производительности системы.
3. Выбрать наиболее привлекательную концепцию системы, определить её функциональные характеристики, а также разработать детальный план последующих стадий проектирования, производства и оперативного развертывания системы.
4. Разработать любую новую технологию, подходящую для выбранной концепции системы и подвергнуть валидации её способности удовлетворять потребности.

#### Стадия технической разработки
Стадия технической разработки подразумевает процесс проектирования системы для реализации функций, сформулированных в концепции системы, в физическом воплощении, которые могут поддерживаться и успешно эксплуатироваться в своей операционной среде. Системная инженерия в первую очередь касается направления развития разработки и проектирования, управления интерфейсами, разработки планов тестирования, и определяет, как расхождения в производительности системы, не проверенной во время тестирования и оценки, должны быть надлежащим образом исправлены. Основная масса инженерных действий осуществляется на этой стадии.
Основными целями стадии технической разработки являются:74:
1. Выполнить техническую разработку прототипа системы, отвечающего требованиям производительности, надежности, ремонтопригодности и безопасности.
2. Спроектировать систему, пригодную для использования, и продемонстрировать свою оперативную пригодность.

#### Стадия пост-разработки
Стадия пост-разработки состоит из деятельности за пределами периода разработки системы, но все еще требует значительной поддержки со стороны системных инженеров, особенно когда встречаются непредвиденные проблемы, требующие скорейшего разрешения. Кроме того, достижения в области технологий часто требуют внутренней модернизации системы обслуживания, которая может быть столь же зависимой от системной инженерии, как стадии концепции и технической разработки.
Стадия пост-разработки новой системы начинается после успешно проведенной операции тестирования и оценивания данной системы (тестирование приёмки), выпуска в производство и последующим оперативным использованием. Пока основная разработка не будет завершена, системная инженерия будет продолжать играть главную поддерживающую роль:74.

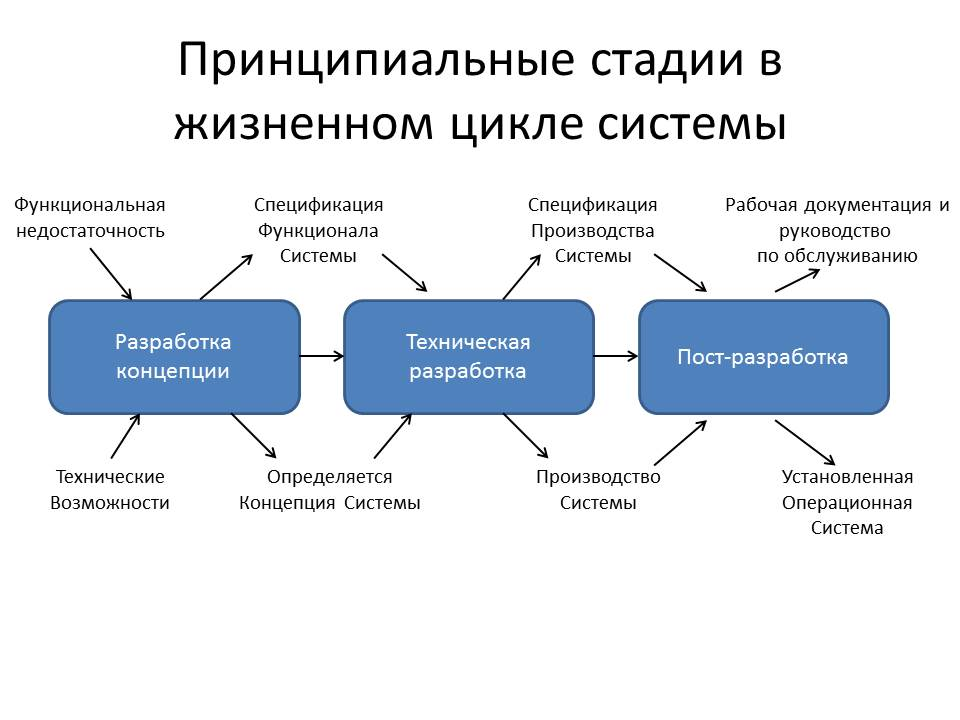
Принципиальные стадии в жизненном цикле системы
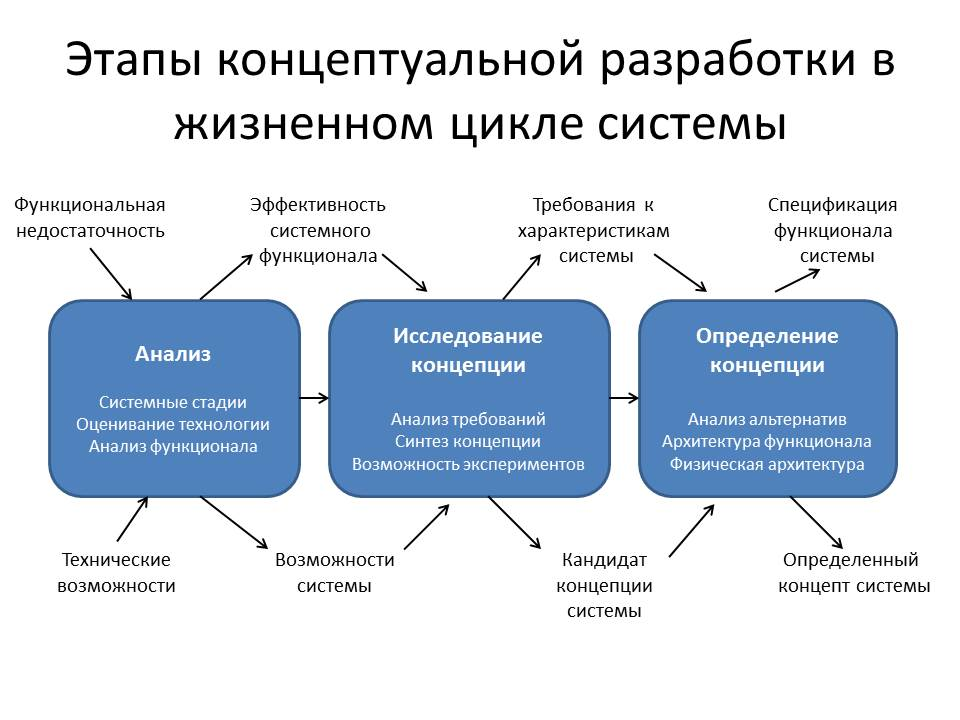
Этапы концептуальной разработки в жизненном цикле системы
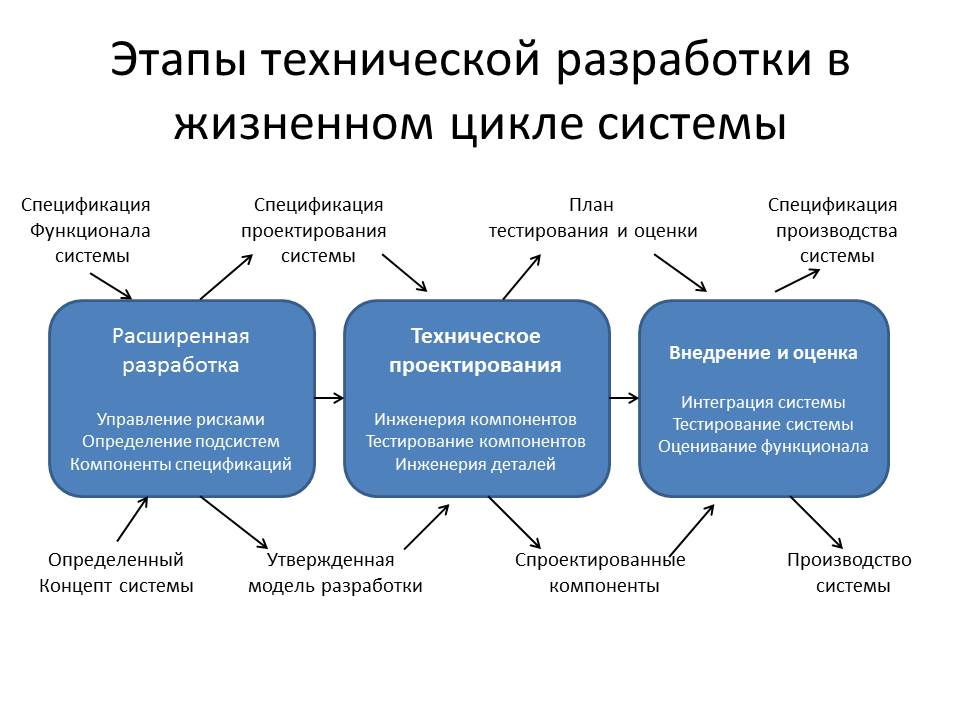
Этапы технической разработки в жизненном цикле системы